# Rui Moreira
Rui de Carvalho de Araújo Moreira (Oporto, Portugal, 8 de agosto de 1956) es un político, empresario, deportista de vela, comentarista y columnista portugués. Actualmente tras haber obtenido la victoria en las Elecciones municipales de Portugal de 2013, desde el día 22 de octubre es el alcalde de su ciudad natal.

## Biografía
Nacido en la ciudad portuguesa de Oporto en 1956. Tras realizar sus estudios primarios y secundarios pasó a estudiar Negocios y Ciencias Empresariales en el Liceo Alemán de la ciudad y seguidamente en 1978 se trasladó a Inglaterra para completar su licenciatura en la Universidad de Greenwich (Londres), en la cual se llegó a licenciar y en ese mismo año obtuvo el premio al mejor estudiante del curso.
Tras finalizar su formación comenzó a trabajar en los negocios especializados en el transporte marítimo y en el sector inmobiliario, sobre todo fuera de Portugal. Durante estos años Rui ha desempeñado diversos cargos públicos como miembro del Senado de la Universidad de Oporto, presidente de la Asociación Comercial de Oporto (cuya sede está en el Palacio de la Bolsa de Oporto) y ha sido también miembro del Consejo Asesor de la Facultad de Economía y Administración de la Universidad Católica Portuguesa (UCP) de Lisboa.
Su padre ganó el Campeonato de Portugal de la clase Snipe en 1967 y 1972, y ha mantenido esta afición familiar a la vela compitiendo en numerosas competiciones tanto a nivel nacional como internacional. También ha sido miembro del Consejo Asesor del club de Primera División de Portugal, el FC Oporto. Además de ser comentarista deportivo en programas de televisión como el conocido Trio d'Ataque, también es columnista de diversos periódicos como el Diário de Notícias, el Jornal de Notícias y el A Bola y suele ser invitado a impartir conferencias y debates y participar en reuniones por todo el país.
También se ha estado introduciendo en el mundo de la política, especialmente en la administración local de la ciudad, siendo primero elegido presidente del Consejo de administración de la Porto Sociedad de Rehabilitación Urbana, que es la sociedad encargada del Ayuntamiento en impulsar el proceso de rehabilitación urbana en la ciudad, así como mejorar los espacios públicos, revitalizar el comercio, impulsar el turismo, la cultura y el ocio.
Fue miembro del Comité de Honor para la campaña de la candidatura del expresidente Mário Soares en las elecciones presidenciales de Portugal de 2006.
Tras las Elecciones municipales de Portugal de 2013 que se celebraron el 29 de septiembre, Rui se presentó como candidato independiente pero con el apoyo del Centro Democrático Social-Partido Popular (CDS/PP), la cual logró la victoria en las elecciones y el día 22 de octubre de ese mismo año fue investido en sucesión de Rui Rio, como nuevo Alcalde de Oporto.
En enero de 2018, Rui Moreira fue imputado por la fiscalía portuguesa por unos supuestos delitos de tráfico de influencias, corrupción y malversación. 
En 2021 un tribunal de Oporto pronunció la acusación contra Rui Moreira. Su juicio deberá empezar en noviembre.

## Condecoraciones
| Distinción                                                 | Período             | Lugar                |
| Cruz de 4.ª Clase de la Orden de la Cruz de Terra Mariana] | 29 de marzo de 2006 | República de Estonia |